# خرنج
خرنج هي قرية في مقاطعة بيرانشهر، إيران. يقدر عدد سكانها بـ 685 نسمة بحسب إحصاء 2016.